# Байтик
Байтик (до 1991 г. — Орто-Алыш) — село в Аламудунском районе Чуйской области Кыргызстана. Административный центр аильного округа Байтик. Код СОАТЕ — 41708 203 855 01 0.

## Население
| год     | 2009 | 2014 | 2015 |
| ------- | ---- | ---- | ---- |
| человек | 2541 | 2636 | 2781 |

## Известные жители
- Бекбоев, Мэлс Сагыналиевич (р. 1952) — генерал-майор, начальник Главного штаба Вооружённых сил Кыргызстана (2004—2006).
- Суюмбаев, Ахматбек Суттубаевич (1920—1993) — председатель Совета Министров Киргизской ССР (1968—1978).